# Minerbio
Minerbio là một đô thị ở tỉnh Bologna vùng Emilia-Romagna của Ý, có vị trí khoảng 15 km về phía đông bắc của Bologna. Tại thời điểm ngày 31 tháng 12 năm 2004, đô thị này có dân số 8.249 người và diện tích là 43 km².
Đô thị Minerbio có các frazioni (Đơn vị trực thuộc, chủ yếu là các làng) Ca' De' Fabbri, Capo d'Argine, San Martino in Soverzano (o dei Manzoli), San Giovanni in Triario, Spettoleria, và Tintoria.
Minerbio giáp các đô thị sau: Baricella, Bentivoglio, Budrio, Granarolo dell'Emilia, Malalbergo.